# Jefe Delegacional
El Jefe Delegacional fue una figura política del Distrito Federal de México existente de 1997 a 2018. Era el titular del órgano político-administrativo de cada una de las 16 delegaciones en que se dividía la capital del país. Era elegido en forma universal, libre, secreta y directa. Se auxiliaba, para el despacho de los asuntos de su competencia, de los directores generales, Directores de Área, Subdirectores y Jefes de Unidad Departamental, que establecían el Reglamento Interior de cada Delegación.

## Jefes Delegacionales a partir del 1 de octubre de 2015 y hasta el 4 de septiembre de 2018[1][2]
| Delegación          | Delegado                          | Inicio del mandato   | Fin del mandato          | Partido político y municipal |
| Álvaro Obregón      | María Antonieta Hidalgo Torres    | 1 de octubre de 2015 | 30 de septiembre de 2018 |                              |
| Azcapotzalco        | Pablo Moctezuma Barragán          | 1 de octubre de 2015 | 30 de septiembre de 2018 |                              |
| Benito Juárez       | Christian Von Roehrich De La Isla | 1 de octubre de 2015 | 30 de septiembre de 2018 |                              |
| Coyoacán            | José Valentín Maldonado Salgado   | 1 de octubre de 2015 | 30 de septiembre de 2018 |                              |
| Cuajimalpa          | Miguel Ángel Salazar Martínez     | 1 de octubre de 2015 | 30 de septiembre de 2018 |                              |
| Cuauhtémoc          | Ricardo Monreal Ávila             | 1 de octubre de 2015 | 30 de septiembre de 2018 |                              |
| Gustavo A. Madero   | Víctor Hugo Lobo Román            | 1 de octubre de 2015 | 30 de septiembre de 2018 |                              |
| Iztacalco           | Carlos Enrique Estrada Meráz      | 1 de octubre de 2015 | 30 de septiembre de 2018 |                              |
| Iztapalapa          | Dione Anguiano Flores             | 1 de octubre de 2015 | 30 de septiembre de 2018 |                              |
| Magdalena Contreras | Fernando Mercado Guaida           | 1 de octubre de 2015 | 30 de septiembre de 2018 |                              |
| Miguel Hidalgo      | Xóchitl Gálvez                    | 1 de octubre de 2015 | 30 de septiembre de 2018 |                              |
| Milpa Alta          | Jorge Alvarado Galicia            | 1 de octubre de 2015 | 30 de septiembre de 2018 |                              |
| Tláhuac             | Rigoberto Salgado Vázquez         | 1 de octubre de 2015 | 30 de septiembre de 2018 |                              |
| Tlalpan             | Claudia Sheinbaum Pardo           | 1 de octubre de 2015 | 30 de septiembre de 2018 |                              |
| Venustiano Carranza | Israel Moreno Rivera              | 1 de octubre de 2015 | 30 de septiembre de 2018 |                              |
| Xochimilco          | Avelino Méndez Rangel             | 1 de octubre de 2015 | 30 de septiembre de 2018 |                              |

## Requisitos
Para ser Jefe Delegacional se requiere:
I. Ser ciudadano mexicano por nacimiento y no tener otra nacionalidad, en pleno goce de sus derechos;
II. Tener por lo menos veinticinco años el día de la elección;
III. Ser originario del Distrito Federal con dos años de residencia efectiva inmediatamente anteriores al día de la elección, o vecino de él con residencia efectiva no menor de tres años inmediatamente anteriores al día de la elección, y
IV. Cumplir los requisitos establecidos en las fracciones IV a X del artículo 53 del Estatuto de Gobierno del Distrito Federal.

## Facultades y obligaciones
Corresponde a los titulares de los Órganos Político-Administrativos de cada demarcación territorial:
I. Legalizar las firmas de sus subalternos, y certificar y expedir copias y constancias de los documentos que obren en los archivos de la Delegación;
II. Expedir licencias para ejecutar obras de construcción, ampliación, reparación o demolición de edificaciones o instalaciones o realizar obras de construcción, reparación y mejoramiento de instalaciones subterráneas, con apego a la normatividad correspondiente;
III. Otorgar licencias de fusión, subdivisión, relotificación, de conjunto y de condominios; así como autorizar los números oficiales y alineamientos, con apego a la normatividad correspondiente;
IV. Expedir, en coordinación con el Registro de los Planes y Programas de Desarrollo Urbano las certificaciones de uso del suelo en los términos de las disposiciones jurídicas aplicables;
V. Otorgar autorizaciones para la instalación de anuncios en vía pública y en construcciones y edificaciones en los términos de las disposiciones jurídicas aplicables;
VI. Otorgar permisos para el uso de la vía pública, sin que se afecte la naturaleza y destino de la misma en los términos de las disposiciones jurídicas aplicables;
VII. Autorizar los horarios para el acceso a las diversiones y espectáculos públicos, vigilar su desarrollo y, en general, el cumplimiento de disposiciones jurídicas aplicables;
VIII. Velar por el cumplimiento de las leyes, reglamentos, decretos, acuerdos, circulares y demás disposiciones jurídicas y administrativas, levantar actas por violaciones a las mismas, calificarlas e imponer las sanciones que corresponda, excepto las de carácter fiscal;
IX. Proporcionar, en coordinación con las autoridades federales competentes, los servicios de filiación para identificar a los habitantes de la demarcación territorial y expedir certificados de residencia a personas que tengan su domicilio dentro de los límites de la demarcación
territorial;
X. Coordinar sus acciones con la Secretaría de Gobierno para aplicar las políticas demográficas que fijen la Secretaría de Gobernación y el Consejo Nacional de Población;
XI. Intervenir en las juntas de reclutamiento, del Servicio Militar Nacional;XII. Elaborar y mantener actualizado el padrón de los giros mercantiles que funcionen en su jurisdicción y otorgar licencias y autorizaciones de funcionamiento de los giros sujetos a las leyes y reglamentos aplicables;
XIII. Formular y ejecutar programas de apoyo a la participación de la mujer en los diversos ámbitos del desarrollo pudiendo coordinarse con otras instituciones, públicas o privadas, para la implementación de los mismos. Estos programas deberán ser formulados de acuerdo a las políticas generales que al efecto determine la Secretaría de Gobierno;
XIV. Formular, ejecutar y vigilar el Programa de Seguridad Pública de la Delegación en coordinación con las Dependencias competentes;
XV. Establecer y organizar un comité de seguridad pública como instancia colegiada de consulta y participación ciudadana en los términos de las disposiciones jurídicas aplicables;
XVI. Ejecutar las políticas generales de seguridad pública que al efecto establezca el Jefe de Gobierno;
XVII. Emitir opinión respecto al nombramiento del Jefe de Sector de Policía que corresponda en sus respectivas jurisdicciones;
XVIII. Presentar ante el Secretario competente los informes o quejas sobre la actuación y comportamiento de los miembros de los cuerpos de seguridad, respecto de actos que presuntamente contravengan las disposiciones, para su remoción conforme a los procedimientos legalmente establecidos;
XIX. Ordenar y ejecutar las medidas administrativas encaminadas a mantener o recuperar la posesión de bienes del dominio público que detecten particulares, pudiendo ordenar el retiro de obstáculos que impidan su adecuado uso;
XX. Proponer la adquisición de reservas territoriales necesarias para el desarrollo urbano de su territorio; y la desincorporación de inmuebles del Patrimonio del Distrito Federal que se encuentren dentro de su demarcación territorial, de conformidad con lo dispuesto por la ley de la materia;
XXI. Solicitar al Jefe de Gobierno, a través de la Secretaría de Gobierno, y por considerarlo de utilidad pública, la expropiación o la ocupación total o parcial de bienes de propiedad privada, en los términos de las disposiciones jurídicas aplicables;
XXII. Prestar asesoría jurídica gratuita en materia civil, penal, administrativa y del trabajo, en beneficio de los habitantes de la respectiva demarcación territorial;
XXIII. Administrar los Juzgados Cívicos y los Juzgados del Registro Civil;
XXIV. Coordinar con los organismos competentes la colaboración que les soliciten para el proceso de regularización de la tenencia de la tierra;
XXV. Prestar los servicios públicos a que se refiere esta ley, así como aquellos que las demás determinen, tomando en consideración la previsión de ingresos y presupuesto de egresos del ejercicio respectivo;
XXVI. Dar mantenimiento a los monumentos públicos, plazas típicas o históricas, y obras de ornato, propiedad del Distrito Federal, así como participar, en los términos del Estatuto y de los convenios correspondientes, en el mantenimiento de aquellos de propiedad federal, que se encuentren dentro de su demarcación territorial;
XXVII. Prestar el servicio de limpia, en sus etapas de barrido de las áreas comunes, vialidades y demás vías públicas, así como de recolección de residuos sólidos, de conformidad con la normatividad que al efecto expida la Dependencia competente;
XXVIII. Proponer a la Dependencia competente la aplicación de las medidas para mejorar la vialidad, circulación y seguridad de vehículos y peatones en las vialidades primarias;
XXIX. Autorizar, con base en las normas que al efecto expida la Secretaría de Transportes y Vialidad, y una vez realizados los estudios pertinentes, la ubicación, el funcionamiento y las tarifas que se aplicarán para los estacionamientos públicos de su jurisdicción;
XXX. Ejercer las funciones de vigilancia y verificación administrativa sobre el funcionamiento y la observancia de las tarifas en los estacionamientos públicos establecidos en su jurisdicción, así como aplicar las sanciones respectivas;
XXXI. Rehabilitar y mantener escuelas, así como construir, rehabilitar y mantener bibliotecas, museos y demás centros de servicio social, cultural y deportivo a su cargo, así como atender y vigilar su adecuado funcionamiento, de conformidad con la normatividad que al efecto expida la Dependencia competente;
XXXII. Prestar el servicio de alumbrado público en las vialidades y mantener sus instalaciones en buen estado y funcionamiento, de conformidad con la normatividad que al efecto expida la Dependencia competente;
XXXIII. Construir, rehabilitar y mantener los parques públicos que se encuentren a su cargo, de conformidad con la normatividad que al efecto expida la Dependencia competente;
XXXIV. Construir, rehabilitar, mantener y, en su caso, administrar, los mercados públicos, de conformidad con la normatividad que al efecto expida la Dependencia competente;
XXXV. Coadyuvar con el cuerpo de bomberos y el de rescate del Distrito Federal, para la prevención y extinción de incendios y otros siniestros que pongan en peligro la vida y el patrimonio de los habitantes;
XXXVI. Prestar en forma gratuita, servicios funerarios cuando se trate de personas indigentes, cuando no haya quien reclame el cadáver o sus deudos carezcan de recursos económicos;
XXXVII. Proponer las modificaciones al Programa Delegacional y a los Programas Parciales de su demarcación territorial;
XXXVIII. Realizar campañas de salud pública, en coordinación con las autoridades federales y locales que correspondan;
XXXIX. Coordinar con otras dependencias oficiales, instituciones públicas o privadas y con los particulares, la prestación de los servicios médicos asistenciales;
XL. Prestar el servicio de información actualizada en materia de planificación, contenida en el programa delegacional y en los programas parciales de su demarcación territorial;
XLI. Administrar los centros sociales e instalaciones recreativas y de capacitación para el trabajo y los centros deportivos cuya administración no esté reservada a otra unidad administrativa;
XLII. Efectuar ceremonias públicas para conmemorar acontecimientos históricos de carácter nacional o local, y organizar actos culturales, artísticos y sociales, así como promover el deporte y el turismo, en coordinación con las áreas centrales correspondientes;
XLIII. Promover los valores de la persona y de la sociedad así como fomentar las actividades que propendan a desarrollar el espíritu cívico, los sentimientos patrióticos de la población y el sentido de solidaridad social;
XLIV. Establecer e incrementar relaciones de colaboración con organizaciones e instituciones cuyas finalidades sean de interés para la comunidad;
XLV. Suscribir los documentos relativos al ejercicio de sus atribuciones, así como celebrar, otorgar y suscribir los contratos, convenios y demás actos jurídicos de carácter administrativo o de cualquier otra índole dentro del ámbito de su competencia, necesarios para el ejercicio de sus funciones y en su caso de las unidades administrativas que les estén adscritas, con excepción de aquellos contratos y convenios a que se refiere el artículo 20, párrafo primero, de esta Ley. También podrán suscribir aquellos que les sean señalados por delegación o les correspondan por suplencia. El Jefe de Gobierno podrá
ampliar o limitar el ejercicio de las facultades a que se refiere esta fracción;
XLVI. Atender el sistema de orientación, información y quejas; 
XLVII. Proponer y ejecutar las obras tendientes a la regeneración de barrios deteriorados y, en su caso, promover su incorporación al patrimonio cultural;
XLVIII. Formular los programas que servirán de base para la elaboración de su anteproyecto de presupuesto;
XLIX. Participar con propuestas para la elaboración del Programa General de Desarrollo del Distrito Federal y en los programas especiales, que se discutan y elaboren en el seno del Comité de Planeación para el Desarrollo del Distrito Federal;
L. Administrar los recursos materiales y los bienes muebles e inmuebles asignados a la Delegación, de conformidad con las normas y criterios que establezcan las dependencias centrales;
LI. Realizar ferias, exposiciones y congresos vinculados a la promoción de actividades industriales, comerciales y económicas en general, dentro de su demarcación territorial;
LII. Construir, rehabilitar y mantener las vialidades secundarias, así como las guarniciones y banquetas requeridas en su demarcación;
LIII. Construir, rehabilitar y mantener puentes, pasos peatonales y reductores de velocidad en las vialidades primarias y secundarias de su demarcación, con base en los lineamientos que determinen las dependencias centrales;
LIV. Planear, programar, organizar, dirigir, controlar y evaluar el funcionamiento de las unidades administrativas a ellos adscritas;
LV. Dictar las medidas necesarias para el mejoramiento administrativo de las unidades a ellos adscritas y proponer al Jefe de Gobierno la delegación en funcionarios subalternos, de facultades que tengan encomendadas;
LVI. Ejecutar en su demarcación territorial programas de desarrollo social, con la participación ciudadana, considerando las políticas y programas que en la materia emita la dependencia correspondiente;
LVII. Ejecutar dentro de su demarcación territorial, programas de obras para el abastecimiento de agua potable y servicio de drenaje y alcantarillado que determine la comisión correspondiente, así como las demás obras y equipamiento urbano que no estén asignadas a otras dependencias;
LVIII. Prestar en su demarcación territorial los servicios de suministro de agua potable y alcantarillado, que no estén asignados a otras dependencias o entidades, así como analizar y proponer las tarifas correspondientes;
LIX. Presentar a la Secretaría de Desarrollo Urbano y Vivienda y a los organismos que correspondan, programas de vivienda que beneficien a la población de su demarcación territorial, así como realizar su promoción y gestión;
LX. Promover dentro del ámbito de su competencia, la inversión inmobiliaria, tanto del sector público como privado, para la vivienda, equipamiento y servicios;
LXI. Implementar acciones de preservación y restauración del equilibrio ecológico, así como la protección al ambiente desde su demarcación territorial, de conformidad con la normatividad ambiental;
LXII. Autorizar los informes preventivos, así como conocer y gestionar las manifestaciones de impacto ambiental que en relación con construcciones y establecimientos soliciten los particulares, de conformidad con las disposiciones jurídicas aplicables;
LXIII. Vigilar y verificar administrativamente el cumplimiento de las disposiciones en materia ambiental, así como aplicar las sanciones que correspondan cuando se trate de actividades o establecimientos cuya vigilancia no corresponda a las dependencias centrales, de conformidad con la normatividad ambiental aplicable;
LXIV. Difundir los programas y estrategias relacionados con la preservación del equilibrio ecológico y la protección al ambiente, en coordinación con la Secretaría del Medio Ambiente;
LXV. Promover la educación y participación comunitaria, social y privada para la preservación y restauración de los recursos naturales y la protección al ambiente;
LXVI. Ejecutar el sistema de servicio público de carrera que se determine para las Delegaciones;
LXVII. Ejecutar los programas de simplificación administrativa, modernización y mejoramiento de atención al público;
LXVIII. Elaborar y ejecutar en coordinación con las dependencias competentes el Programa de Protección Civil de la Delegación;
LXIX. Recibir, evaluar y, en su caso, aprobar los Programas Internos y Especiales de Protección Civil en términos de las disposiciones jurídicas aplicables;
LXX. Vigilar y verificar administrativamente el cumplimiento de las disposiciones en materia de protección civil, así como aplicar la sanciones que correspondan, que no estén asignados a otras dependencias;
LXXI. Elaborar, promover, fomentar y ejecutar los proyectos productivos, que en el ámbito de su jurisdicción, protejan e incentiven el empleo, de acuerdo a los programas, lineamientos y políticas que en materia de fomento, desarrollo e inversión económica emitan las dependencias correspondientes;
LXXII. Promover y coordinar la instalación, funcionamiento y seguimiento de los Subcomités de Desarrollo Económico delegacionales, apoyando iniciativas de inversión para impulsar a los sectores productivos de su zona de influencia. Asimismo, ejecutar la normatividad que regule, coordine y dé seguimiento a dichos subcomités;
LXXIII. Establecer y ejecutar en coordinación con la Secretaría de Desarrollo Económico las acciones que permitan coadyuvar a la modernización de las micro y pequeñas empresas de la localidad;
LXXIV. Participar y colaborar con todas las dependencias en la formulación, planeación y ejecución de los programas correspondientes en el ámbito de la competencia de dichas dependencias;
LXXV. Realizar recorridos periódicos, audiencias públicas y difusión pública de conformidad con lo establecido en el Estatuto de Gobierno y en la Ley de Participación Ciudadana;
LXXVI. Coordinar acciones de participación ciudadana en materia de prevención del delito;
LXXVII. Promover, coordinar y fomentar los programas de salud, así como campañas para prevenir y combatir la farmacodependencia, el alcoholismo, la violencia o desintegración familiar, en el ámbito de su competencia territorial;
LXXVIII. Designar a los servidores públicos de la Delegación, sujetándose a las disposiciones del Servicio Civil de Carrera. En todo caso, los funcionarios de confianza, mandos medios y superiores, serán designados y removidos libremente por el Jefe de Delegacional;
LXXIX. Establecer la estructura organizacional de la Delegación conforme a las disposiciones aplicables;
LXXX. Opinar sobre la concesión de servicios públicos que tengan efectos en la Delegación y sobre los Convenios que se suscriban entre el Distrito Federal y la Federación o los Estados o Municipios limítrofes que afecten directamente a la Delegación;
LXXXI. Proponer el Jefe de Gobierno, los proyectos de Programas Operativos Anuales y de Presupuesto de la Delegación, sujetándose a las estimaciones de ingresos para el Distrito Federal;
LXXXII. Coadyuvar con la dependencia de la administración Pública del Distrito Federal que resulte competente, en las tareas de seguridad pública y protección civil en la Delegación; y
LXXXIII. Las demás que le atribuyan expresamente las leyes y reglamentos.

## Periodo
De acuerdo con el artículo 106 del Estatuto de Gobierno del Distrito Federal, un Jefe Delegacional durará tres años en su encargo, iniciando el primero de octubre del año en que fue elegido.
Los Jefes Delegacionales deben rendir protesta ante el pleno de la Asamblea Legislativa del Distrito Federal.

## Ausencias y nombramientos
Las ausencias del Jefe Delegacional de más de quince días y hasta por noventa días deberán ser autorizadas por el Jefe de Gobierno y serán cubiertas en términos de la Ley Orgánica respectiva. En caso de ausencia por un periodo mayor a noventa días, cualquiera que sea la causa, la Asamblea Legislativa del Distrito Federal designará, a propuesta, del Jefe de Gobierno y por mayoría absoluta de los diputados integrantes de la Legislatura, al sustituto. Si la elección demarcacional fuese declarada nula, en tanto se realiza la elección extraordinaria, la Asamblea procederá a designar al correspondiente Jefe Delegacional. Si el Jefe Delegacional electo no se presenta a tomar posesión de su encargo, la Asamblea Legislativa del Distrito Federal designará, a propuesta, del Jefe de Gobierno y por mayoría absoluta de los diputados integrantes de la Legislatura, al sustituto. Las personas que sean designadas por la Asamblea, deberán cumplir los requisitos establecidos el Estatuto de Gobierno del Distrito Federal.[cita requerida]

## Remociones
La Asamblea Legislativa del Distrito Federal, a propuesta del Jefe de Gobierno o de los diputados, podrá remover a los Jefes Delegacionales por las causas graves siguientes:
I. Por violaciones sistemáticas a la Constitución, al presente Estatuto o a las leyes federales y del Distrito Federal;
II. Por contravenir de manera grave y sistemática los reglamentos, acuerdos y demás resoluciones del Jefe de Gobierno del Distrito Federal;
III. Por realizar cualquier acto o incurrir en omisiones que afecten gravemente el funcionamiento de la administración pública del Distrito Federal o el orden público en la Entidad;
IV. Por desempeñar cualquier otro empleo, cargo o comisión en la Federación, Estados, Distrito Federal o Municipios, durante el tiempo que dure su encargo, excepto las actividades docentes, académicas y de investigación científica no remuneradas;
V. Por invadir de manera reiterada y sistemática la esfera de competencia de la administración pública central o paraestatal del Distrito Federal;
VI. Por incumplir reiterada y sistemáticamente las resoluciones de los órganos jurisdiccionales Federales o del Distrito Federal;
VII. Por realizar actos que afecten gravemente las relaciones de la Delegación con el Jefe de Gobierno del Distrito Federal, y
VIII. Por realizar actos que afecten de manera grave las relaciones del Jefe de Gobierno con los Poderes de la Unión.
La Asamblea Legislativa calificará la gravedad de la falta y resolverá en definitiva sobre la remoción, por el voto de las dos terceras partes de los miembros integrantes de la Legislatura, siempre y cuando el Jefe Delegacional haya tenido oportunidad suficiente para rendir las pruebas y hacer los alegatos que a su juicio convengan. La resolución de la Asamblea será definitiva e inatacable y surtirá sus efectos de inmediato.
En caso de remoción del Jefe Delegacional, la Asamblea Legislativa del Distrito Federal designará, a propuesta del Jefe de Gobierno, por mayoría absoluta de los integrantes de la Legislatura, al sustituto para que termine el encargo.
En el caso de sentencia ejecutoria condenatoria por delito doloso en contra de un Jefe Delegacional, sin dilación alguna el juez dará cuenta a la Asamblea Legislativa del Distrito Federal para el solo efecto de que declare la destitución del cargo y nombre al sustituto, observando lo dispuesto en el párrafo anterior.
Las sanciones distintas a la remoción serán aplicadas conforme a las disposiciones conducentes de la ley de la materia.
Los Jefes Delegacionales deberán observar y hacer cumplir las resoluciones que emitan el Jefe de Gobierno, la Asamblea Legislativa, el Tribunal Superior de Justicia, y las demás autoridades jurisdiccionales.
Las controversias de carácter competencial administrativo que se presentaren entre las Delegaciones y los demás órganos y dependencias de la Administración Pública del Distrito Federal serán resueltas por el Jefe de Gobierno.